# 오타니역 (시가현)
오타니역(일본어: 大谷駅)은 일본 시가현 오쓰시에 있는 게이한 전기철도 게이한 게이신 선의 역이다. 역 번호는 OT34이다.
거의 같은 위치에 존재했던 관설 철도 도카이도 본선의 오타니 역도 있었지만 도카이도 본선이 터널을 지어 이설하면서 폐지되었다.

## 역사
- 1879년 8월 18일: 교토 ~ 오타니 역간 개통에 따라 도카이도 본선의 역 영업 개시.
- 1880년 7월 15일: 오타니 ~ 오쓰 (현, 제제) 역간 개통.
- 1912년 8월 15일: 게이신 전기궤도 후루카와초 ~ 나기쓰지 구간 개통과 게이신 전기궤도의 역 영업 개시. 도카이도 본선의 역과 환승역이 됨.
- 1921년 8월 1일: 도카이도 본선 바바 (현, 제제) ~ 교토 역간 채널 전환에 따라 도카이도 본선의 역이 폐지됨.
- 1925년 2월 1일: 회사 합병으로 게이한 전기철도의 역이 됨.
- 1930년 11월 9일: 노동조합 관계자에 의하여 전차 협박 탈선 사고 발생.
- 1932년 4월 7일: "게이신 국도(국도 제1호선)"의 개량 공사에 따라 오타니 역 신축 이전.
- 1943년 10월 1일: 회사 합병으로 게이한신 급행 전철의 역이 됨.
- 1945년
  - 5월 15일: 영업 정지.
  - 6월 1일: 구, 오오사카 산 터널 내 항공기 부품 공장이 만든 종업원 수송으로 인한 영업 재개.
- 1949년 12월 1일: 회사 분리로 다시 게이한 전기철도의 역이 됨.
- 1996년 11월 16일: 플랫폼을 하마오쓰 방향으로 약 71m 이전되고 역사가 신축됨.
- 2002년 3월 1일: 게이신 선에 "스루카 KANSAI" 시스템 도입을 위한 자동 개찰기와 정산기를 설치, 사용 개시.
- 2007년 4월 1일: IC카드 "PiTaPa"의 이용 개시.

## 역 구조
상대식 승강장 2면 2선의 지상역이다. 개찰구는 오쓰 방면 승강장 교토 방향에 설치되어 있다, 반대 방향의 교토 방면 승강장으로는 구내 건널목에서 연결되고 있다.
이 역은 매일 무인화가 되어 자동 매표기가 없다. 따라서, 승차 시 개찰구에 있는 승차권을 끊고 운임은 하차역에서 정산한다. 단, 자동 개찰기는 설치되어 있어 스루카 KANSAI 카드는 다른 역처럼 사용할 수 있다. 자동 개찰기는 개폐식이 아닌 IC카드용 카드 리더기도 따로 마련되어 있다.
30퍼밀의 경사 위에 있어 일본의 보통 철도나 궤도에서는 아케치 철도의 노시 역과 함께 제2위로 급경사의 역에서, 승강장 벤치는 좌우로 다리 길이가 다른 정도이다. "궤도 건설 규정"에 의하여 궤도 정거장의 구배는 10퍼밀 이하로 해야 한다고 규정하고 있지만 당역은 내무 장관(당시)의 특별 허가를 받아서 건설된 것이다.
1996년의 이전 때에는 40퍼밀에서 1위를 차지했다.

### 승강장
| ■ 게이신 선 (상행) | 하마오쓰・이시야마데라・사카모토 방면                                                              |
| ■ 게이신 선 (하행) | 산조케이한・교토시야쿠쇼마에・우즈마사텐진가와・데마치야나기・오사카 (요도야바시・나카노시마) 방면 |

※ 두 승강장의 유효 길이는 4량으로 승강장 번호는 설정되지 않았다.

## 역 주변
지형적으로는 오오사카 고개에서 서쪽으로 야마시나 분지의 비껴진 곳에 위치하고 시가 현에 속한다. 역 인근에는 노포인 "장어의 명가"나 고개의 찻집이 있을 만큼 보이지만, 메이신 고속 세미마루 터널 서쪽의 입구에서 북쪽으로 가는 길에 오타니 단지와 오쓰 시 교통국 승마 연습장이 있다.
지형적으로는 오오사카코시보다 서쪽(교토 부 측)이지만 시가 현에 포함된다. 오쓰 그림의 발상지이다.
- 세미마루 신사
- 국도 제1호선
- 도카이도

## 인접역
| 게이한 전기철도 ■ 게이한 게이신 선 | 게이한 전기철도 ■ 게이한 게이신 선 | 게이한 전기철도 ■ 게이한 게이신 선 |
| ---------------------------------- | ---------------------------------- | ---------------------------------- |
| OT33 오이와케 미사사기 방면        |                                    | 가미사카에마치 OT35 하마오쓰 방면  |